# San Ramón (Nicaragua)
San Ramón es un municipio del departamento de Matagalpa en la República de Nicaragua. La cabecera municipal está ubicada a 145 kilómetros de la capital de Managua.

## Geografía
Limita al norte con el municipio de El Tuma - La Dalia, al sur con los municipios de Muy Muy y Matagalpa, al este con el municipio de Matiguás y al oeste con el municipio de Matagalpa.
Las elevaciones montañosas más importantes que se observan son: Cuyús: 1210 m, Cerro del Chompipe: 1280 m, Cerro del Gorrión: 1264 m. El resto de la topografía es igualmente quebrada pero con elevaciones menores. Los ríos de mayor caudal son: el río Wabule, el río Upá y el río Grande de Matagalpa.

## Historia
La población urbana fue fundada a inicios del siglo XIX por misioneros; el municipio fue creado por Decreto Presidencial durante el gobierno liberal de José Santos Zelaya el 31 de agosto de 1905 y elevada a ciudad en el año 2004 por Resolución de la Asamblea Nacional N.º 11-2004 donde San Ramón se convirtió en capital de Nicaragua por un día, donde la Asamblea Nacional sesiono y declaró la actual cabecera del municipio de San Ramón. 
La formación del municipio se debió a la explotación minera en lugares como La Reina, La Leonesa y la Pita.

## Demografía
San Ramón tiene una población actual de 42,585 habitantes. De la población total, el 50.9% son hombres y el 49.1% son mujeres. Casi el 13% de la población vive en la zona urbana.

## Clima
La temporada de lluvia es opresiva y nublada, la temporada seca es parcialmente nublada y es caliente durante todo el año. Durante el transcurso del año, la temperatura generalmente varía de 16 a 31 °C y rara vez baja a menos de 14 °C o sube a más de 33 °C.

## Economía
La principal actividad económica del municipio la constituye el sector agrícola, destacándose por los cultivos de café, frijol y maíz y a pequeña escala hortalizas y productos no tradicionales, también constituye una actividad significativa, La Ganadería se practica a una escala mínima.

## Cultura
La principal fiesta tradicional del municipio se realiza en honor a San Ramón Nonato con actividades religiosas y populares como corrida de toros, carreras de cinta, palo lucio, bailes y música de mazurca.
Entre las creencias del municipio se destacan las leyendas de la La Cegua, La Mocuana, La Chancha Bruja y El Sisimique.

## Turismo
Es una parte integral de la Ruta del Café de Nicaragua y es el punto de partida para una cantidad significativa de turismo. Empresas como las Comunidades Hermanas de San Ramón ofrecen opciones de ecoturismo. Algunas de las atracciones turísticas incluyen: llevar un guía de habla inglesa a la mina de oro abandonada "La Reina" a 5 kilómetros de la ciudad, las cascadas "La Lima" y "La Garrota", que se encuentran respectivamente a unos 1,5 kilómetros y 3 kilómetros del centro de la ciudad, una visita histórica guiada al "Cerro de la Cruz" donde podrá comer fruta fresca y ver la ciudad y el campo circundante desde rústicos bancos de madera, y finalmente viajes para ver a los artesanos locales creando textiles artesanales, papelería de papel reciclado.
Otros atractivos turísticos que se encuentran cerca y afectan directamente los ingresos del pueblo son el eco-resort "Esperanza Verde" y "La Selva Negra".
En general, hay una alta presencia de extranjeros en San Ramón debido a su clima hospitalario y una historia de estaciones de ayuda internacionales que se colocan allí. Corner of Love, una organización sin fines de lucro con sede en Seattle, lidera más de veinte brigadas médico, dental, óptica por año para servir en San Ramón y en sesenta pueblos de los alrededores. Se puede ver a los voluntarios de la organización trabajando en proyectos de educación y agua potable en numerosas comunidades rurales, ofreciendo clínicas de atención médica móviles en las aldeas del área y apoyando a los miembros del personal nicaragüense de Corner of Love que llevan a cabo campañas de atención médica dirigidas por nativos. La oficina de turismo local de San Ramón cuenta con el apoyo de la Fundación Interamericana y actualmente está trabajando en una página web, y USAID y el Cuerpo de Paz han estado presentes allí con frecuencia. Además, San Ramón es la ubicación de la Asociación Catalana donde los españoles asesoran y asisten a los lugareños en la producción de café, educación de adultos, iniciativas de construcción con madera y bambú y becas de enseñanza.